# Chrysolarentia subrectaria
Espèce
Chrysolarentia subrectaria est une espèce de lépidoptères (papillons) de la famille des Geometridae et qui se rencontre en Australie.